# Mathias Nonn
Mathias Nonn, auch Matthias (* 26. Juli 1876 in Kaiserswerth; † 22. September 1945 in Bad Nenndorf) war ein deutscher Gewerkschafter und Politiker (SPD).

## Leben
Nach dem Besuch der Volksschule absolvierte Nonn eine Maurerlehre und arbeitete anschließend als Putzer und Stuckateur im Baugewerbe. Er betätigte sich gewerkschaftlich und war bis 1912 Gewerkschaftssekretär in Köln. Im Oktober 1913 zog er nach Trier, wo er beim Bauarbeiterverband bzw. Baugewerksbund angestellt war. 1922 übernahm er die Leitung der Trierer Verbandsfiliale des Baugewerksbundes. Im März 1923 wurde er im Zuge der Rheinlandbesetzung als Gegner der Separatisten ausgewiesen. Er arbeitete kurzfristig als Angestellter für den Baugewerksbund in Elberfeld und Barmen, kehrte aber nach Auflösung der Sezessionsbestrebungen nach Trier zurück, wo er seine Tätigkeit fortführte. Darüber hinaus war er von 1930 bis 1933 Aufsichtsratsvorsitzender der Gemeinnützigen Baugenossenschaft der freien Gewerkschaften in Trier.
Nonn trat in die SPD ein und war von 1913 bis 1933, unterbrochen durch seine Ausweisung im Jahre 1923, Stadtverordneter bzw. Stadtrat in Trier. Von 1927 bis 1928 war er Vorsitzender der SPD Trier und von 1930 bis 1931 Mitglied des Parteivorstandes im Unterbezirk. 1919 kandidierte er erfolglos bei der Wahl zur Deutschen Nationalversammlung. Bei den Wahlen zum Reichstag im Mai und Dezember 1924 wurde er ebenfalls aufgestellt, errang aber wiederum kein Mandat. Im Mai 1928 wurde er dann als Abgeordneter in den Preußischen Landtag gewählt, dem er bis 1932 angehörte. Im Landesparlament vertrat er den Wahlkreis 21 (Koblenz-Trier).
Nach der Machtübernahme der Nationalsozialisten wurde Nonn 1933 als Gewerkschaftssekretär entlassen und für kurze Zeit inhaftiert. 1944 wurde er bei einem Luftangriff auf Trier schwer verwundet.